# Styrian Spirit
 (décembre 2022).

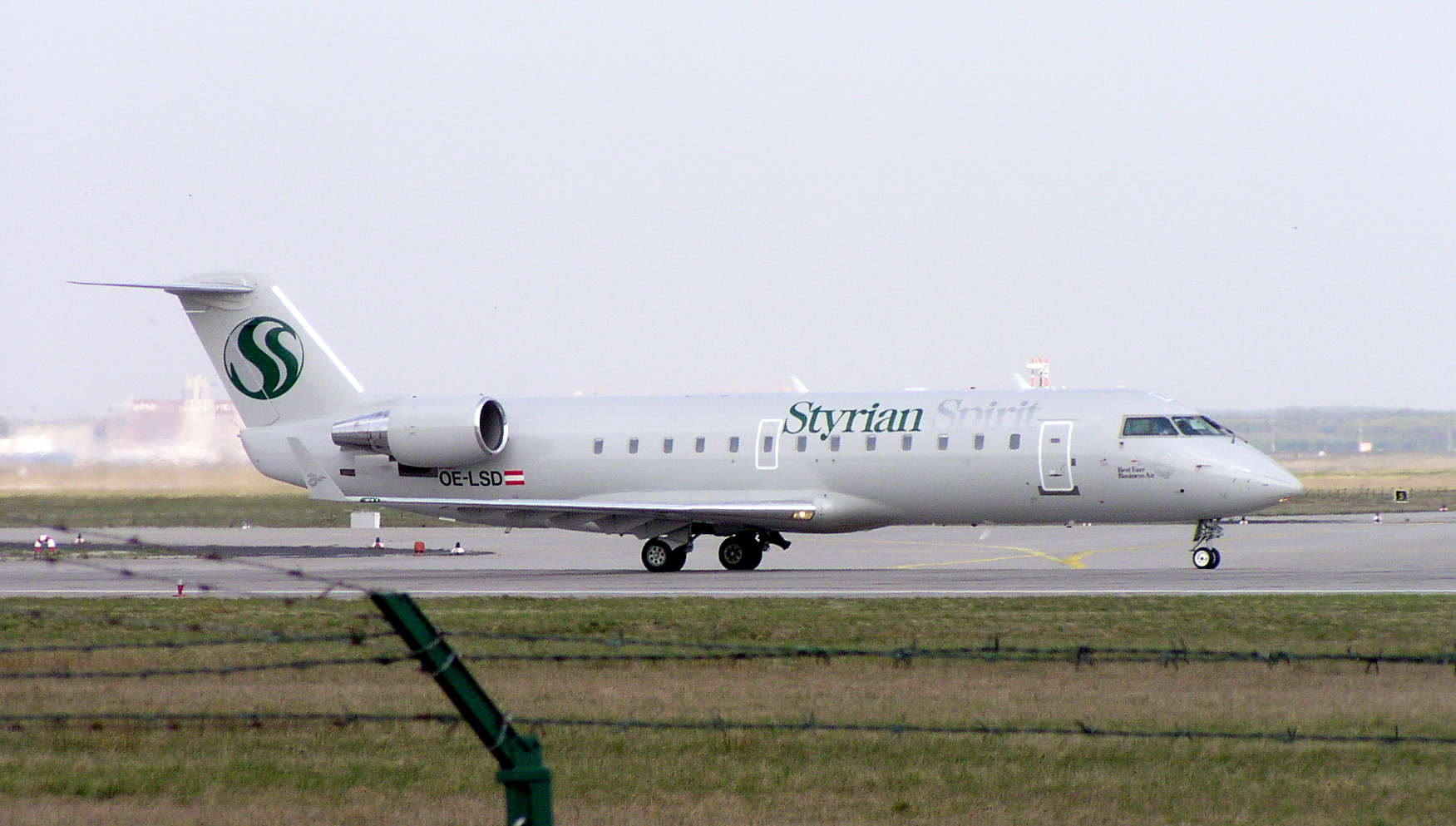
Canadair Styrian Spirit

Styrian Spirit (code AITA : Z2) était une compagnie aérienne autrichienne régionale, basée à Graz. Sa filiale, en Slovénie, s'appelait Slovenian Spirit.
Sa flotte se composait de Bombardier CRJ : 4 Canadair Regional Jets (CRJ200), d'une capacité de 50 passagers chacun.
Le 24 mars 2006, la compagnie a annoncé sur son site Internet la suspension de ses activités, des dettes importantes la rendant insolvable. De nombreux passagers ont été surpris par l'annulation de tous les vols de la compagnie la journée même. Des procédures de mise en liquidation judiciaire ont débuté le 27 mars. Les 152 employés de la compagnie ont dû être remerciés.
La défection de gros clients, les prix élevés du pétrole et la desserte de destinations non rentables telles que Klagenfurt ou Maribor (Slovénie) ont conduit l’entreprise à l’insolvabilité. Styrian Spirit espérait obtenir du financement de la part d'un de ses actionnaires, Grazer Stadtwerke (aussi propriétaire de l'aéroport de Graz, en Autriche). Grazer Stadtwerke a finalement refusé de verser ce financement additionnel en raison de l'endettement de Styrian Spirit, provoquant la décision de placer le transporteur sous la protection de la loi sur la faillite.